# Be’er Ora
Be’er Ora (hebr.: באר אורה) – wieś położona w samorządzie regionu Chewel Elot, w Dystrykcie Południowym, w Izraelu.
Leży w południowej części pustyni Negew, na północ od miasta Ejlat.

## Historia
Osadę założono w 2001.